# Calophasia hamifera
Calophasia hamifera är en fjärilsart som beskrevs av Otto Staudinger 1893. Calophasia hamifera ingår i släktet Calophasia och familjen nattflyn. Inga underarter finns listade i Catalogue of Life.